# Operazione Anton
L'operazione Anton era il nome in codice dell'invasione della Repubblica di Vichy da parte di forze tedesche e italiane, avvenuta nel novembre 1942.

## Storia

### Occupazione del Nord della Francia
Le forze tedesche invasero la Francia il 10 maggio 1940, dopo aver occupato con successo il Belgio, i Paesi Bassi ed il Lussemburgo; l'offensiva tedesca si sviluppò attraverso le Ardenne, aggirando quindi la linea Maginot e rendendo tali fortificazioni superflue. Il successivo consolidamento dell'invasione provocò il rapido collasso delle forze armate francesi: il 14 giugno Parigi veniva occupata dai tedeschi, mentre il governo francese riparava a Bordeaux. Quattro giorni prima anche l'Italia aveva attaccato la Francia e aveva lanciato una offensiva verso le Alpi Occidentali. Di fronte all'inarrestabile avanzata delle forze tedesche, il governo francese del Maresciallo Philippe Pétain capitolò e firmò il secondo armistizio di Compiègne.
I termini dell'armistizio separarono la Francia in due zone: la parte settentrionale e le coste atlantiche (Zone occupée), pur restando formalmente sotto la sovranità del governo francese, venivano occupate dalla Wehrmacht, mentre la parte centro-meridionale e la Corsica (Zone libre), e le colonie, rimanevano sotto il controllo del governo francese, che aveva ora la sua sede a Vichy; quest'ultimo degenerò rapidamente in una dittatura personalista e reazionaria, guidata da Pétain e dal simpatizzante fascista Pierre Laval.
Alcune zone di confine furono poi poste sotto occupazione italiana, pur trattandosi di territori di dimensioni estremamente limitate.

### Sbarchi alleati in Nord Africa
L'8 novembre 1942 gli Alleati sbarcarono nel Nord Africa francese, prendendo rapidamente il controllo del Marocco e dell'Algeria. Le forze coloniali di Vichy, guidate dall'Ammiraglio François Darlan, opposero una debole resistenza all'invasione. Lo stesso Darlan cambiò rapidamente schieramento, passando con gli Alleati il 9 novembre e ordinando alle forze francesi di cessare ogni resistenza.
Le azioni di Darlan vennero subito disconosciute dal governo francese, che lo sostituì con il generale Charles Noguès. Era però chiaro all'Asse che il governo di Vichy non aveva né le forze né la volontà di resistere ad un eventuale attacco alleato contro la Zona libera. Già dal dicembre 1940 Hitler aveva pianificato un piano di invasione del sud della Francia (Operazione Attila) e della Corsica (Operazione Camellia); tali piani furono riformulati nell'Operazione Anton, con una scelta diversa dei reparti e con una partecipazione sostanziale del Regio Esercito italiano.

### Invasione della Zona libera
La sera del 10 novembre 1942 il piano era pronto per essere messo in pratica: la Prima Armata della Wehrmacht avanzò da Nantes verso Bordeaux e portandosi verso i Pirenei e il confine con la Spagna, mentre la Settima Armata avanzava dalla Francia centrale, verso Vichy e Tolone. Erano entrambe ai comandi del generale Johannes Blaskowitz.

Il sommergibile francese Phoque, catturato dalla Marina Italiana e ribattezzato FR 111

La Quarta armata del Regio Esercito occupò la Costa Azzurra e la 20ª Divisione fanteria "Friuli" occupò la Corsica, utilizzando anche uomini e mezzi originariamente preparati per il mai avvenuto sbarco italiano a Malta. La sera dell'11 novembre, carri armati tedeschi avevano raggiunto la costa mediterranea. La resistenza francese fu poco più che simbolica, limitandosi a una serie di trasmissioni radiofoniche che denunciavano la violazione dei termini dell'armistizio del 1940; il governo del III Reich replicò che era stata la Francia a non rispettare i termini dell'armistizio, non avendo offerto una resistenza determinata agli sbarchi alleati in Nord Africa.
I 50 000 uomini dell'esercito di Vichy presero posizione attorno a Tolone, chiusa dalle due armate del III Reich, per difendere la città; quando furono messi di fronte alla richiesta di disperdersi e consegnare le armi, decisero però di non affrontare il nemico, convinti di evitare inutili spargimenti di sangue.
Contemporaneamente le truppe fasciste e quelle naziste dell'Afrikakorps avanzavano in Tunisia per anticiparvi gli alleati. Catturarono a Biserta alcuni mezzi marini, tra cui quattro sommergibili classe Requin.

### L'autoaffondamento della flotta

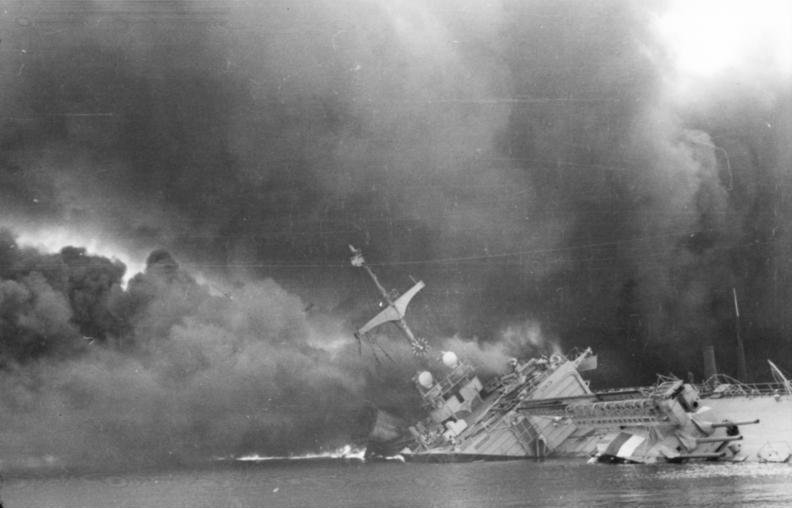
L'incrociatore leggero Marseillaise semiaffondato nel porto di Tolone

L'obiettivo primario degli italo-tedeschi era la cattura della flotta francese nel porto di Tolone, e l'operazione Lila fu messa in pratica per acquisire intatto più naviglio possibile. Il comandante navale francese, l'ammiraglio Jean de Laborde, riuscì tuttavia a negoziare una piccola tregua, necessaria per far partire le navi di nascosto: i tedeschi non poterono che guardare mentre le navi si autoaffondavano al largo e nel porto della città. Il naviglio perso ammontava a tre corazzate, sette incrociatori, ventotto cacciatorpediniere e venti sommergibili. Gli italiani utilizzarono i resti della flotta francese affondata come materiale da fusione.

### Conseguenze
Da quel momento e fino alla liberazione di Parigi nell'agosto 1944 da parte delle truppe Alleate, il governo di Vichy, pur restando formalmente in carica, ebbe un potere decisionale quasi nullo, dipendendo quasi totalmente dal governo tedesco. Pétain, Laval e il resto del governo valutarono le dimissioni per protesta, ma si resero conto che tale gesto avrebbe semplicemente indotto i tedeschi a sostituirli con un governo fantoccio guidato da un esponente ultracollaborazionista come Jacques Doriot e decisero di restare in carica. Diversi ministri e generali contrari a una diretta sottomissione ai tedeschi furono arrestati e deportati in Germania tra cui Maxime Weygand, Paul Reynaud, Édouard Daladier e Maurice Gamelin.
Dopo la caduta del fascismo in Italia nel luglio 1943, il nuovo governo del Maresciallo Badoglio iniziò a ritirare le forze del Regio Esercito dalla zona di occupazione italiana e dalla Corsica; in seguitò all'invasione tedesca dell'Italia nel settembre 1943, le zone furono occupate dalla Wehrmacht, ponendo quindi l'intero territorio francese sotto occupazione tedesca fino alla Liberazione.